# Rolando José Álvarez Lagos
Rolando José Álvarez Lagos (Managua, 27 de noviembre de 1966) es un eclesiástico y profesor católico nicaragüense, actual obispo de Matagalpa y administrador apostólico de Estelí.
En febrero de 2023, fue condenado a 26 años de prisión por delitos considerados traición a la patria, cumpliendo su condena en el Complejo Penitenciario Jorge Navarro (La Modelo) de Tipitapa, por el gobierno de Daniel Ortega, en Nicaragua. Tras su reclusión, en enero de 2024 fue exiliado junto con otros religiosos a la Ciudad del Vaticano.

## Biografía
Rolando José nació el 27 de noviembre de 1966, en la ciudad nicaragüense de Managua. Hijo de padre obrero y madre que vendía atol.
Realizó su formación primaria y diversificada en el Instituto Didáctico Domingo Faustino Sarmiento, de su ciudad natal.
Durante los años 80, se negó a prestar el servicio militar obligatorio que exigía la revolución sandinista a los jóvenes. Huyó a Guatemala, donde vivió como refugiado. Realizó sus estudios eclesiásticos en el Seminario Mayor de la Ciudad de Guatemala.
Obtuvo la licenciatura en Teología, por la Pontificia Universidad Lateranense, y luego, la licenciatura en Filosofía, por la Pontificia Universidad Gregoriana.
Realizó más cursos de preparación para su ordenación, en el Istitutum Sacrum Ministerium[¿cuándo?] de la Congregación para el Clero y obtuvo una maestría en Doctrina Social de la Iglesia en la Universidad de Salamanca. 

### Sacerdocio
Su ordenación fue el 7 de diciembre de 1994, en la Catedral de la Inmaculada Concepción de Managua. 
En esa misma circunscripción eclesiástica se incardinó.
Como sacerdote desempeñó los siguientes ministerios:
- Profesor y prefecto del Seminario Mayor (1994-2006).
- Coordinador de la Pastoral Juvenil de Managua (1998-2011).
- Director de la emisora católica Radio Nicaragua (2001-¿?).
- Secretario del Departamento de Comunicación Social de la CEN (2003-¿?).
- Secretario de Información y Vocero de la Arquidiócesis de Managua (2005-2011).
- Coordinador Nacional de Pastoral Juvenil (2006-¿?).
- Párroco de San Francisco de Asís en Managua (2006-2011).[6]
- Subsecretario del Secretariado de los Obispos de Centroamérica (2009-2011).

## Episcopado

### Obispo de Matagalpa
El 8 de marzo de 2011, el papa Benedicto XVI lo nombró obispo de Matagalpa. Fue consagrado el  2 de abril del mismo año, en Catedral de San Pedro; a manos del arzobispo Leopoldo Brenes.
Administrador apostólico de Estelí
El 6 de julio de 2021, el papa Francisco lo nombró administrador apostólico de Estelí, aceptando de manera simultánea la renuncia del obispo Juan Abelardo Mata. El 14 del mismo mes, tomó posesión como administrador apostólico.

## Régimen de Daniel Ortega
En mayo de 2022, Álvarez denunció en un video la "persecución" que sufría de parte del gobierno sandinista y anunció un ayuno indefinido “a agua y suero” hasta que cesara el acoso.
El 4 de agosto de 2022 se le impidió salir de su casa a oficiar misa en la Catedral de San Pedro. Desde entonces permanecía en el Palacio Episcopal de Matagalpa sin posibilidad de salir y sin que pesara sobre él una orden de detención ni una acusación particular. Se cree que esta medida se debió a que en sus homilías "frecuentemente fustiga la violación a los derechos humanos, la persecución religiosa y los abusos de poder" por parte del gobierno de Ortega. Partidarios del régimen gobernante en Nicaragua esperaban que el papa Francisco lo llamara como "asesor", obligándole así a un exilio forzado.
Hasta el día 17 de agosto el papa no se había pronunciado en relación con este caso. Ese día, los integrantes del foro internacional no gubernamental Iniciativa Democrática de España y las Américas (IDEA), formularon una declaración sobre el régimen "Ortega-Murillo" y la persecución agravada de la libertad de religión en Nicaragua esperando "una firme postura de defensa del pueblo nicaragüense y su libertad religiosa por S.S. Francisco, cabeza de la Iglesia Católica universal".

### Arresto
Finalmente, en horas de la madrugada del viernes 19 de agosto la Policía sandinista ingresó a la Curia Episcopal de Matagalpa y detuvo a Álvarez, junto a ocho sacerdotes que le acompañaban. En un comunicado policial del mismo día se indicó que "el señor Obispo se mantiene en resguardo domiciliar en esta ciudad capital y ha podido reunirse con sus familiares esta misma mañana".
Luego de este suceso, el 21 de agosto el papa Francisco "expresó en sus saludos después del rezo mariano del Ángelus, su preocupación y dolor por la situación en Nicaragua, y su esperanza que con un diálogo abierto y sincero, se pueda alcanzar una convivencia respetuosa y pacífica". El Papa no se refirió expresamente a la detención del obispo ni solicitó su liberación.
El 23 de agosto, los sacerdotes de la diócesis de Estelí enviaron una carta al presidente Ortega, en la que pidieron "la liberación inmediata del obispo Rolando Álvarez, de los sacerdotes y laicos detenidos".

### Encarcelamiento
El 9 de febrero de 2023, rechazó subirse al avión que lo llevaría, junto con otros 222 presos políticos hacia Washington (Estados Unidos), exigiendo "primero tendría que hablar con los obispos". Algunas fuentes también incluyen la frase:  "Que sean libres, yo pago la condena de ellos". Esto provocó la furia del presidente Ortega, quien lo calificó de "soberbio", "desquiciado" y "energúmeno", siendo enviado al Sistema Penitenciario «La Modelo».
Al día siguiente, el 10 de febrero, pese a que el juicio estaba programado para el próximo 15 de febrero, la jueza Nidia Camila Tardencilla declaró al religioso "traidor a la patria", despojándolo de su nacionalidad, y suspendiéndolo de sus derechos ciudadanos de por vida, fue condenado a 15 años de prisión, a 5 años por el delito de propagación de noticias falsas, otros 5 años y 4 meses por el delito de obstrucción de funciones agravada y 1 año por el delito de desacato a la autoridad en perjuicio del Estado de Nicaragua (un total de 26 años y 4 meses de prisión). Además fue sancionado con 800 días multa (56.461,15 córdobas o 1.555 dólares).
Ese mismo día, el obispo nicaragüense autoexiliado en Estados Unidos Silvio Báez, calificó de "irracional y desenfrenado el odio de la "dictadura" contra Álvarez". También dijo "Rolando será libre, Dios no lo abandonará". El 12 de febrero, después del Ángelus, el papa Francisco expresó su preocupación y agregó que reza por el obispo Álvarez y todos los presos políticos y “por todos aquellos que sufren en esa querida nación”, luego de la decisión del régimen de Daniel Ortega. También señaló que estaba "preocupado y dolido" por monseñor Rolando Álvarez, lamentando su condena a cárcel, y animó a los responsables políticos a la “búsqueda sincera” de la paz en ese país. En su homilía de ese día, el obispo Báez remarcó: "Son criminales quienes llevan a la cárcel a personas justas y quienes destierran a los ciudadanos de su propio país". El cardenal guatemalteco Álvaro Ramazzini aseguró que al no aceptar el exilio, Álvarez dio "la cara a un régimen mentiroso e hipócrita" y mostró su compromiso con la verdad y la justicia. La Conferencia Episcopal Panameña expresó su dolor por la expulsión hacia Estados Unidos de 222 excarcelados nicaragüenses, y se solidarizó con el obispo Álvarez. Los obispos de la Conferencia Episcopal de Costa Rica expresaron mediante un pronunciamiento su “solidaridad con.... Álvarez, los obispos de la iglesia y el pueblo de Nicaragua, ante el último acontecimiento ocurrido en esa nación”. La Conferencia Episcopal Española ha señalado que sigue con dolor la preocupante situación de Nicaragua en especial lo ocurrido con la condena de Álvarez.

### Exilio
El 14 de enero de 2024, el gobierno de Daniel Ortega forzó al exilio a 18 sacerdotes y religiosos, que han cuestionado a su régimen. Entre los desterrados se encontraba el obispo Álvarez, los cuales fueron enviados a la Ciudad del Vaticano.

## Condecoraciones
El 18 de abril de 2023, la Confederación de Asociaciones de Religiosos y Consagrados de España (Confer), le otorgó el premio Carisma de Misión y Cooperación, por su compromiso social y con la Iglesia de su país.
El 22 de agosto de 2023, a un año del secuestro y encarcelamiento del obispo Álvarez, el maestro Mario Rocha y la poetisa Carla Rosalina Mendoza, lanzan en sus redes sociales la producción audiovisual "Héroe nacional", un himno en honor al obispo encarcelado.
En mayo de 2024, la Asociación para la Participación de la Sociedad Civil Oviedo21 otorgó al obispo Rolando Álvarez el premio Libertas Internacional 2024 por su compromiso en la defensa de los derechos humanos y libertad del pueblo nicaragüense. El arzobispo de Oviedo, Jesús Sanz Montes, recibió en nombre del jerarca católico nicaragüense el galardón mientras que el periodista nicaragüense exiliado en España, Israel González Espinoza, glosó la vida y labor del homenajeado.
Una semana después, el arzobispo Sanz Montes entregó el premio Libertas a monseñor Rolando Álvarez, durante una breve visita que este último realizó a España a inicios de junio de 2024.